# Гришин Сергій Іванович (художник)
Сергій Іванович Гри́шин (7 вересня 1914, Левашово — 7 листопада 1995, Київ) — український графік; член Спілки радянських художників України з 1960 року.

## Біографія
Народився 25 серпня [7 вересня] 1914 року в селі Левашовому (нині Ардатовський район Нижньогородської області, Росія). Брав участь у німецько-радянській війні. Служив у 24-му кавалерійському полку 36-ї кавалерійської дивізії, капітан ветеринарної служби. Член ВКП(б) з 1942 року.
Протягом 1947—1953 років навчався у Львівському інституті прикладного та декоративного мистецтва в Івана Гутурова, Вітольда Манастирського, Василя Любчика. Дипломна робота — ілюстрації до повісті «Золото» Бориса Полевого (керівник Сергій Лазеба).
Протягом 1953—1954 років працював у видавництвах Львова; у 1954—1965 роках — у видавництвах Києва, малював для київських газет «Робітнича газета» і «Комсомольський прапор», журналу «Піонерія». З 1965 року працював на Українській студії хронікально-документальних фільмів; у 1980—1990 роках — в естампному цеху Київського комбінату монументально-декоративного мистецтва. Мешкав у Києві в будинку на Русанівській набережній, № 14/1, квартира № 161. Помер у Києві 7 листопада 1995 року.

## Творчість
Працював у галузях книжкової і станкової графіки, майстер класичного акварельного живопису. Серед робіт:
- портрети — «Чоловік» (1949), «Циганка» (1953), «Дружина» (1958), «Дівчина в червоній сукні» (1961);
- пейзажі — «Вуличка в Бахчисараї» (1951), «Руїни старої будівлі» (1953), «Пристань на Дніпрі» (1955), «Осінь. Конча-Заспа» (1957).

Оформив книги для видавництв «Молодь», «Дитвидав»:
- «Напередодні» Ярослава Галана (1954);
- «Хочеш знати про Карпати?» Костя Дрока (1955);
- «Маленька жінка» Кузьми Чорного (1956);
- «Великі справи маленького Микиня» Юлія Ванага (1958);
- «Про барана Асканійця і твій костюмчик» Ігоря Бистрозорова (1960);
- «Кров людська — не водиця» Михайла Стельмаха (1963);
- «Чарівна ткаля» Василя Кучера (1963).

Виконав ліногравюру «Тарас Шевченко в майстерні» (1964). На Українській студії хронікально-документальних фільмів виконав малюнки для діафільмів: «Бурмистр» за Іваном Тургенєвим (1966), «Школа» за Аркадієм Гайдаром (1968) та інші. Працював у прикладній графіці (створював листівки).
Брав участь у республіканських виставках з 1954 року.